# 德国空军荣誉奖杯

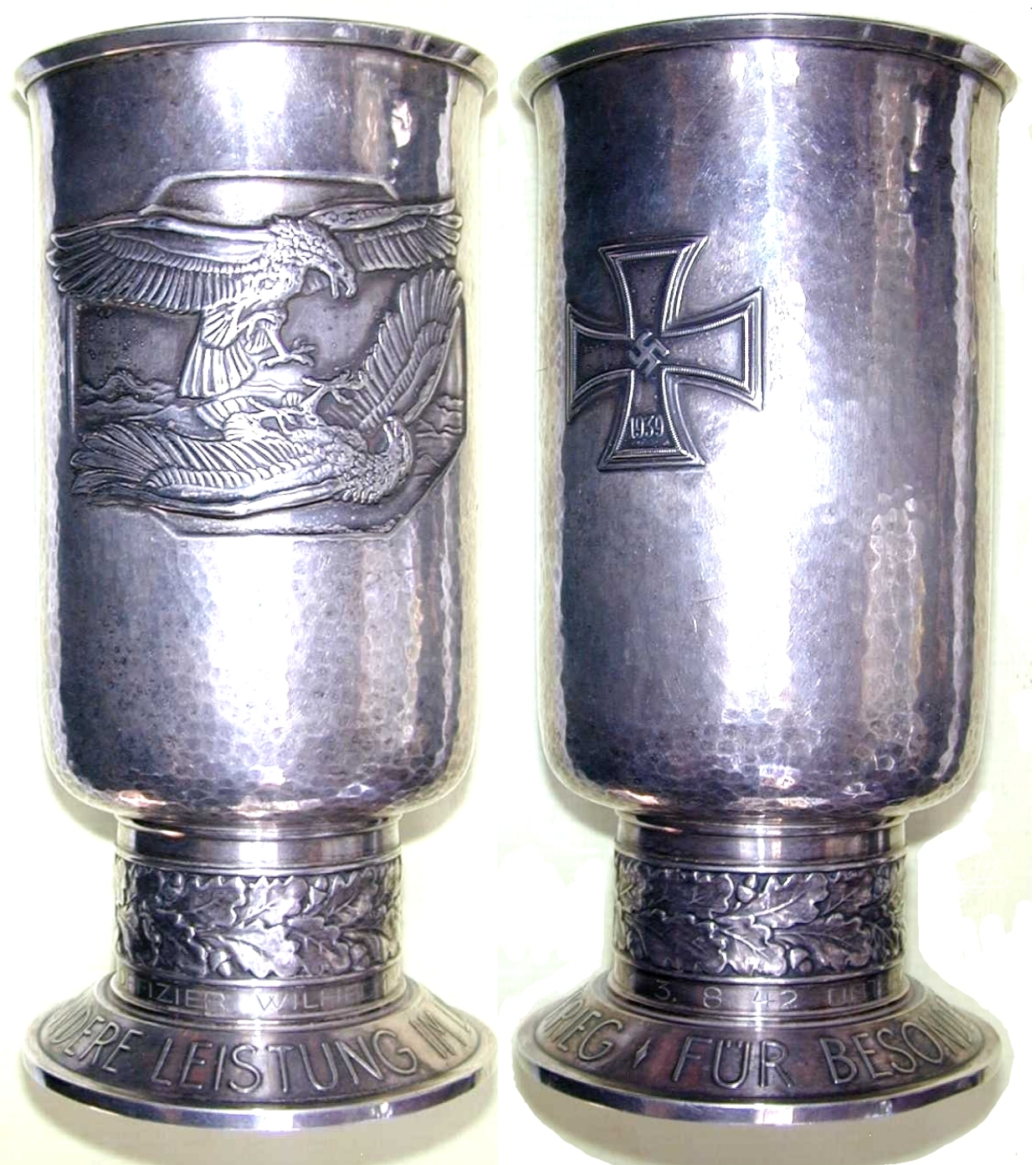
德国空军荣誉奖杯

德国空军荣誉奖杯（德語：Ehrenpokal der Luftwaffe）是納粹德國空軍設立的一个奖项，由帝国元帅、帝国航空部长、德国空军总司令赫尔曼·戈林于1940年2月27日下令设立。该奖项只授予飞行员和机组成员。期刊《德国空军荣誉榜》（Ehrenliste der Deutschen Luftwaffe/ Honor List of the German Air Force）还会刊登获奖者姓名。德方档案显示，大约有58000枚奖杯被授予給飛行員和機組人員，而根据资料，实际上只有13000-15000枚奖杯被授予給飛行員和機組人員。首位获颁奖杯的飞行人员是中校约翰·沙尔克（Johann Schalk），获颁日期为1940年8月21日。